# پرسش (کمیک)
پرسش (به انگلیسی: Question) با نام اصلی چارلز ویکتور زَز، یک شخصیت خیالی در کتاب‌های کامیک آمریکایی منتشر شده توسط دی‌سی کامیکس است. شخصیت پرسش توسط نویسنده-طراح استیو دیتکو خلق شده‌است که برای اولین بار در شمارهٔ ۱ مجموعه بلو بیتل (ژوئن ۱۹۶۷) از انتشارات چارلتون کامیکس معرفی شد. این شخصیت در اوایل دهه ۱۹۸۰ (میلادی) توسط دی‌سی کامیکس خریداری شد و در دنیای دی‌سی گنجانده شد. او برای اولین بار در سال ۱۹۸۵ در دنیای دی‌سی حضور پیدا کرد و شخصیتش توسط دنیس اونیل و دنیس کاون برای تطبیق با دنیای دی‌سی بازسازی شد.
اطلاعات چندانی دربارهٔ ویکتور سیج و گذشته او در دسترس نیست. سیج در ابتدا حضوری کمرنگ به عنوان یک شخصیت قهرمان در چارلتون کامیکس داشت. او در برهه‌ای از زمان زندگی‌اش مشغول به کار در وزارت خزانه‌داری ایالات متحده آمریکا گشت و برای مدتی در آنجا باقی ماند، تا اینکه به عنوان رئیس آماندا والر به یگان رزمی اکس انتقال پیدا کرد.
مجموعه کمیک نگهبانان به قلم آلن مور در ابتدا قرار بود از تعدادی از شخصیت‌های چارلتون کامیکس از جمله پرسش استفاده کند، اما هنگامی که دی‌سی، مالک این شخصیت‌ها متوجه شد که او قصد از بین بردن پرسش و چندین شخصیت دیگر را دارد، به او درخواست خلق شخصیت‌های جدید داده شد. بدین سبب شخصیت پرسش تبدیل به رورشاخ شد.